# Lyss
Lyss [ˈliːs] (Berndeutsch: [ˈliːsː]) ist eine politische Gemeinde (Einwohnergemeinde) im Verwaltungskreis Seeland im Schweizer Kanton Bern.
Lyss hat über 16'000 Einwohner. Da die Einwohnerzahl über 10'000 liegt, kann Lyss auch als Stadt gelten. Für die Förderung erneuerbarer Energien hat Lyss das Label «Energiestadt» erhalten. Das sich rasch entwickelnde Regionalzentrum hat bis heute viel vom seeländisch-dörflichen Charakter bewahrt.

## Geographie
Lyss liegt am Rand der breiten Ebene am Jurasüdfuss, die sich von Südwesten nach Nordosten vom Murtensee über das Grosse Moos und die Alte Aare bis in die Nähe von Grenchen hinzieht. Den Westen dieser Ausdehnung schliessen der Neuenburgersee und der Bielersee ab. Im Nordwesten erhebt sich das Juramassiv mit dem 1606 m ü. M. hohen Chasseral, der von Lyss aus zu sehen ist. Diese Ebene hat wenig Gefälle und wird auch Berner Seeland genannt. Sie wurde bis zur Juragewässerkorrektion häufig von Überschwemmungen der Aare heimgesucht. Das Schwemmland besteht aus Ablagerungen der Flüsse Saane und Aare. Lyss liegt beim Eintritt des Lyssbachs in dieser Schwemmlandebene. Bis zum Bau eines Hochwasserentlastungsstollens 2012 trat auch der Lyssbach in den letzten Jahrzehnten immer wieder über die Ufer.
Das Gemeindegebiet von Lyss ist im Westen durch den Lauf der Alten Aare und die Autostrasse Biel–Lyss begrenzt. Im Osten umfasst es die Hügellandschaft mit den Wäldern Bannholz, Dreihubelwald und Bagguul und im Südosten das Rikartsholz. Am Fuss des Dreihubelwalds liegt das interkantonale Forst-Bildungszentrum Wald Lyss. Auf der Chrüzhöchi im Dreihubelwald steht der 2009 erbaute Lysser Aussichtsturm.
Fast der ganze flache Landschaftsteil des Gemeindeareals ist mit Siedlungsgebieten überbaut.
Etwa acht Kilometer von Lyss entfernt liegt das Ostufer des Bielersees; südwestlich liegen der Neuenburger- und der Murtensee und im Süden der Wohlensee. Die Entfernung zum Hauptort des Amtsbezirks Aarberg beträgt drei Kilometer, zur Bundesstadt Bern ca. 20 Kilometer und zur Stadt Biel/Bienne zehn Kilometer.

### Nachbargemeinden
Im Uhrzeigersinn nach Himmelsrichtungen:
| Worben   | Studen                                      | Büetigen            |
| Kappelen | Kompassrose, die auf Nachbargemeinden zeigt | Diessbach bei Büren |
| Aarberg  | Seedorf                                     | Grossaffoltern      |

### Klima
|                       | Jan  | Feb  | Mär | Apr  | Mai  | Jun  | Jul  | Aug  | Sep  | Okt  | Nov | Dez  |   |      |
| Mittl. Tagesmax. (°C) | 2,7  | 4,8  | 9,3 | 13,3 | 17,7 | 21,2 | 23,5 | 22,8 | 19,6 | 13,6 | 7,9 | 3,9  | ⌀ | 13,4 |
| Mittl. Tagesmin. (°C) | −2,5 | −1,7 | 0,5 | 3,6  | 7,4  | 10,7 | 12,4 | 12,1 | 9,8  | 5,6  | 1,3 | −1,6 | ⌀ | 4,8  |
|                       |      |      |     |      |      |      |      |      |      |      |     |      |   |      |
| Niederschlag (mm)     | 68   | 64   | 57  | 62   | 77   | 94   | 84   | 109  | 76   | 58   | 80  | 65   | Σ | 894  |

| −2,5 |

| −1,7 |

| 0,5 |

| 3,6 |

| 7,4 |

| 10,7 |

| 12,4 |

| 12,1 |

| 9,8 |

| 5,6 |

| 1,3 |

| −1,6 |

| −2,5 |

| −1,7 |

| 0,5 |

| 3,6 |

| 7,4 |

| 10,7 |

| 12,4 |

| 12,1 |

| 9,8 |

| 5,6 |

| 1,3 |

| −1,6 |

| N i e d e r s c h l a g | 68  | 64  | 57  | 62  | 77  | 94  | 84  | 109 | 76  | 58  | 80  | 65  |
|                         | Jan | Feb | Mär | Apr | Mai | Jun | Jul | Aug | Sep | Okt | Nov | Dez |

Das Klima in Lyss kann als kühl gemässigt bezeichnet werden, wie es in Mitteleuropa zu erwarten ist. Temperaturen und Niederschläge entsprechen den im schweizerischen Mittelland respektive im Berner Seeland üblichen Werten.

## Name
Der Ortsname Lyss ist am ehesten als eine Übertragung vom ursprünglich gleichnamigen Lyssbach anzusehen. Der Gewässername könnte auf eine indogermanische Wurzel lei- ‹giessen, fliessen, tröpfeln› zurückgehen; er wäre dann später durch den verdeutlichenden Zusatz -bach erweitert worden, während die Siedlung die alte Form des Namens beibehalten hätte. Von den zahlreichen übrigen in der Vergangenheit vorgebrachten Deutungen erfreut sich vor allem noch die Herleitung von einem keltischen Wort *lessa, das ‹(kleine) Hütte, Stall› bedeuten soll, grösserer Beliebtheit, entbehrt aber wohl jeglicher Grundlage.

## Geschichte

Luftbild aus 600 m von Walter Mittelholzer (1922)

Das Gebiet des Berner Seelands wurde ursprünglich von Kelten besiedelt. Später gehörte es zum Umland der römischen Stadt Aventicum.
Im Jahr 1009 wird Lyss in einer Schenkungsurkunde als Lissa erstmals erwähnt. Schon im frühen Mittelalter lag der Ort an der Siedlungs- und Sprachgrenze zwischen Alamannen und Burgunden. Lyss gehörte zur Grafschaft Aarberg und kam 1377 in den Besitz der Stadt Bern.
Wie andere Dörfer in der Umgebung hatte auch Lyss lange mit immer wiederkehrenden Überschwemmungen zu kämpfen. Der Lyssbach trieb damals Mühlen an, wovon heute noch einige Strassennamen zeugen (Oeleweg, Mühleplatz, Walkeweg). 1831 und 1832 gab es besonders schwere Überflutungen im Seeland, was dann zur Gründung eines ersten Korrektionskomitees führte. Es gab im Juni und August 2007 zwei weitere Überschwemmungen, die zu schweren Sachschäden führten.
Von 1868 bis 1878 dauerte die erste Phase der Juragewässerkorrektion. Die Aare wurde von Aarberg aus nach Westen in den Bielersee umgeleitet (durch den Hagneckkanal), nachdem der Nidau-Büren-Kanal fertiggestellt worden war, der als ein breiterer Abfluss des Bielersees unterhalb von Lyss wieder in die Aare mündet. Mit diesen Massnahmen waren weite Landstriche vor Überschwemmungen geschützt.
1864 wurde die Bahnlinie von Bern über Lyss nach Biel/Bienne eröffnet und zwölf Jahre später die Bahnlinie von Lausanne über Murten und Lyss nach Solothurn. Lyss wurde somit zum Verkehrsknoten. 1887 folgte eine neue Strasse von Biel über Lyss nach Bern. Für Handel, Gewerbe und Industrie bot dies sehr gute Bedingungen, was man an der Entwicklung der Einwohnerzahl ermessen kann.
1956 und 1979 wurden die Industriegebiete Schachen und Grien Süd erschlossen. Die ehemals selbständigen Schulgemeinden Lyss und Hardern bildeten nach der Fusion 1974 die Einwohnergemeinde Lyss in der heutigen Form.
Am 1. Januar 2011 fusionierte die Gemeinde Busswil bei Büren mit Lyss.

### Bevölkerungsentwicklung
| Jahr      | 1850  | 1900  | 1920  | 1946  | 2004   | 2009   | 2015   | 2016   | 2019   | 2020   | 2022   | 2023   | 30.06.2025 |
| Einwohner | 1'568 | 2'567 | 3'417 | 4'133 | 10'945 | 11'423 | 14'341 | 14'706 | 15'443 | 15'763 | 15'993 | 16'456 | 16'503     |

## Politik

### Exekutive
Der Gemeinderat als Exekutive besteht aus fünf Mitgliedern, einschliesslich des Gemeindepräsidenten. Gemeindepräsident (Stand 2023) ist Stefan Nobs (FDP). Zudem wurden bei der Wahl vom 24. September 2017 ein weiteres Mitglied der FDP und je ein Vertreter von SP, SVP und BDP gewählt.

### Legislative
- SP: 10
- GhO: 1
- EVP: 3
- GLP: 4
- Mitte: 4
- FDP: 9
- SVP: 9

Der Grosse Gemeinderat (GGR) als Legislative hat 40 Mitglieder (Frauenanteil 2017: 30 %) und tagt sechsmal im Jahr. Traditionell die stärksten Kräfte sind FDP, SP und SVP, zudem ist die EVP seit längerer Zeit im Rat vertreten. Seit der 2010 begonnenen Legislatur sind auch BDP, glp und die Grünen vertreten, nicht mehr angetreten war hingegen die Vereinigung für Gemeindepolitik (VGP). Infolge der auf den 1. Januar 2011 vollzogenen Fusion von Lyss mit Busswil wurden im September 2010 sieben Personen aus Busswil in den GGR nachgewählt, weshalb der Rat vorübergehend auf 47 Sitze erweitert wurde und für die Legislatur 2014–2017 44 Sitze umfasste.
| Partei | 1993 | 1997 | 2001 | 2005 | 2009* | 2013* | 2017 | 2021 |
| --- | ---- | ---- | ---- | ---- | ----- | ----- | ---- | ---- |
| SP | 11   | 13   | 11   | 11   | 9     | 9     | 8    | 10   |
| FDP | 12   | 12   | 14   | 11   | 11    | 8     | 10   | 9    |
| SVP | 9    | 9    | 7    | 8    | 7     | 11    | 10   | 9    |
| EVP | 2    | 2    | 3    | 5    | 4     | 6     | 3    | 3    |
| Mitte/BDP | –    | –    | –    | –    | 6     | 6     | 5    | 4    |
| glp | –    | –    | –    | –    | 2     | 2     | 3    | 4    |
| GhO** | –    | –    | –    | –    | –     | –     | –    | 1    |
| Grüne | –    | –    | –    | –    | 1     | 1     | 1    | –    |
| EDU | –    | –    | –    | –    | –     | 1     | 0    | –    |
| VGP*** | 6    | 4    | 5    | 5    | –     | –     | –    | –    |
| * Infolge Fusion mit Busswil 2011 7 Personen nachgewählt; 2013–2017 44 Sitze. ** Grüen hinger de Ohre («Grün hinter den Ohren»), Jugendpartei. *** VGP = Vereinigung für Gemeindepolitik, seit 2009 nicht mehr angetreten. |      |      |      |      |       |       |      |      |

### Nationale Wahlen
Die Stimmenanteile der Parteien anlässlich der Schweizer Parlamentswahlen 2019 und 2023 betrugen:
| Partei    | 2019  | 2023  | +/−   |
| --------- | ----- | ----- | ----- |
| SVP       | 24,02 | 27,68 | +3,65 |
| SP        | 18,10 | 20,38 | +2,28 |
| CVP/Mitte | 12,93 | 11,80 | −1,13 |
| FDP       | 12,07 | 11,27 | −0,79 |
| glp       | 9,77  | 9,87  | +0,10 |
| Grüne     | 10,65 | 6,98  | −3,67 |
| EVP       | 6,38  | 5,69  | −0,69 |
| EDU       | 1,50  | 2,60  | +1,10 |
| SD        | 0,56  | 0,62  | +0,06 |
| PdA/Sol.  | 0,71  | –     | –     |
| Andere    | 3,30  | 3,11  | −0,19 |

### Wappen
Die Blasonierung des schon um 1780 in Gebrauch gewesenen Gemeindewappens zeigt In Blau auf einem grünen Dreiberg eine silberne Lilie mit goldener Spange.

### Städtepartnerschaften
Im April 1982 wurde die in der süditalienischen Provinz Apulien an der Adria gelegene Stadt Monopoli Schwesterstadt von Lyss. Die Wahl Monopolis fiel insofern nicht schwer, als seit Jahren viele ehemalige Monopolitaner in Lyss leben und arbeiten.

## Wirtschaft
In Lyss sind etwa 6'000 Personen in rund 600 gewerblichen oder industriellen Betrieben beschäftigt. Die wichtigsten Branchen sind:
- Metallbetriebe
- Maschinenindustrie
- Zementwaren- und Bausteinindustrie
- Kunststeinindustrie
- Elektronikbetriebe
- Kunststoffverarbeitung
- Confiserie- und Biscuitfabrikation
- Handelsunternehmen
- Verteilzentralen
- Werkzeuge (Feintool)
- Lebensmittel-Industrie

## Verkehr
Lyss war im 20. Jahrhundert ein Ost–West–Nord–Süd-Verkehrskreuz im Seeland. Hier kreuzten sich die Hauptstrassen und Eisenbahnlinien von Solothurn nach Murten und Lausanne mit denen von Biel/Bienne nach Bern. Heutzutage sind nur noch die Eisenbahnlinie Biel/Bienne–Bern, die Hauptstrassen und die Autobahn A6, mit dem Autostrassenteil zwischen Biel und Lyss, von verkehrstechnischer Bedeutung.

### Strasse
Zum oben schon beschriebenen Verkehrsknoten kam 1986 die Anbindung an das schweizerische Autobahnnetz hinzu. Die A6 von Wimmis über Thun, Bern und Lyss nach Biel/Bienne schliesst dort an die A16, auch als «Transjurane» bekannt, an, welche über Delémont, Porrentruy und Boncourt zum französischen Autobahnnetz führt.
Nur 30 Autobahnkilometer von Lyss entfernt liegt der internationale Flughafen Bern-Belp.

### Bahn
Lyss liegt an den Bahnstrecken Biel/Bienne–Bern, Kerzers–Lyss und Lyss–Solothurn.
Die Gemeinde verfügt über einen Bahnhof mit Schnellzuganbindungen Richtung Bern und Biel und ist mit der S3 in das Berner S-Bahn-Netz eingebunden. Regionalzüge fahren in Richtung Biel, Bern, Büren an der Aare und Kerzers. Ein weiterer Regionalbahnhof befindet sich auf der Linie Bern–Biel im Ortsteil Busswil, der seit der Fusion zu Lyss gehört. Eine weitere Haltestelle (Lyss-Grien) befindet sich auf der Linie Lyss–Aarberg zwischen der Sportanlage Grien und dem Industriering Süd.

### Ortsbus
Die Quartiere innerhalb von Lyss werden durch einen Ortsbus des RBS erschlossen. Nach einer mehrjährigen Pilotphase wurden ab 2014 die Linien in den regulären Fahrplan aufgenommen.

## Öffentliche Einrichtungen
In der Gemeinde gibt es das Sportzentrum Grien, ein Parkschwimmbad, die so genannte Seelandhalle mit Kunsteisbahn, die Tennisanlage Grünau und einige Sporthallen.

## Kunst und Kultur
Die KUFA (Kulturfabrik) wurde am 2. September 2010 wiedereröffnet. Der Programminhalt umfasst ein Spektrum von Konzerten bis Theater. Betrieben wird die KUFA durch den Jugendverein.
Seit 2000 organisiert der Verein Kultur Mühle Lyss in der alten Mühle Ausstellungen, Lesungen und andere kulturelle Anlässe. Zudem finden regelmässig Kunstausstellungen unter Leitung der Kulturkommission im Sieberhuus statt.

## Impressionen

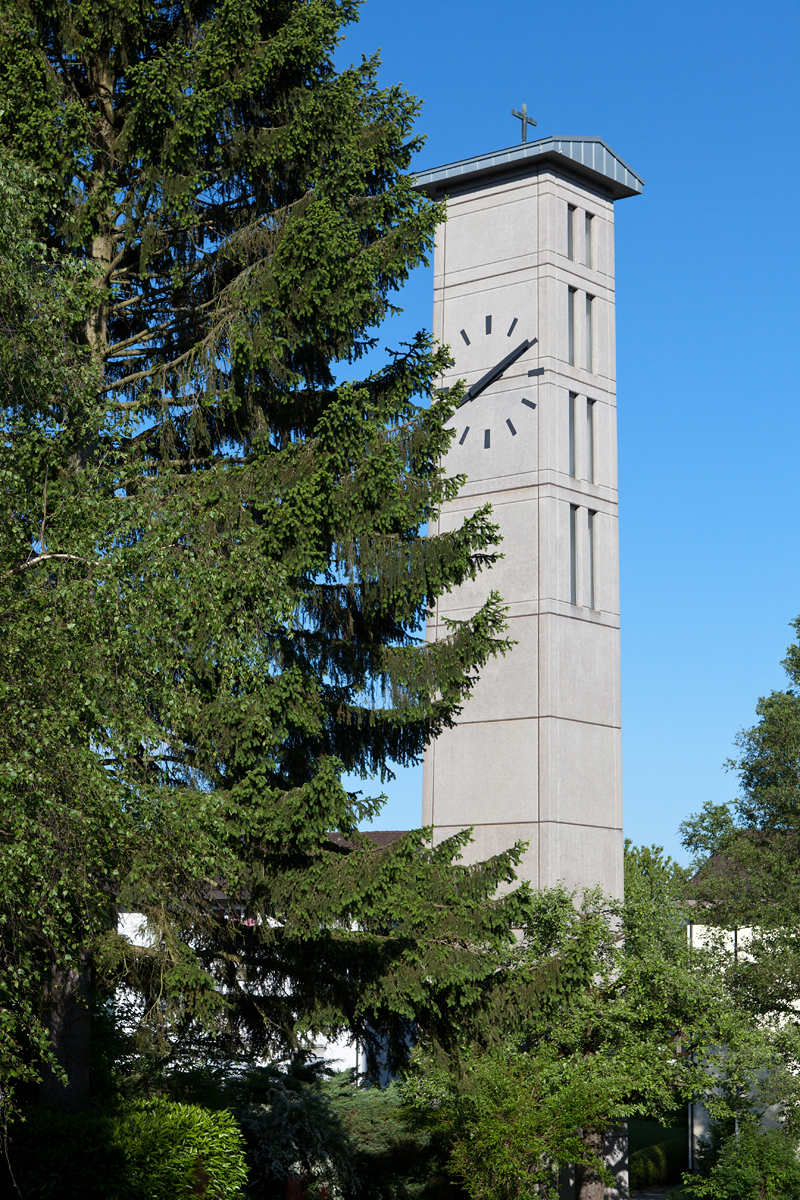
Katholische Kirche Maria Geburt
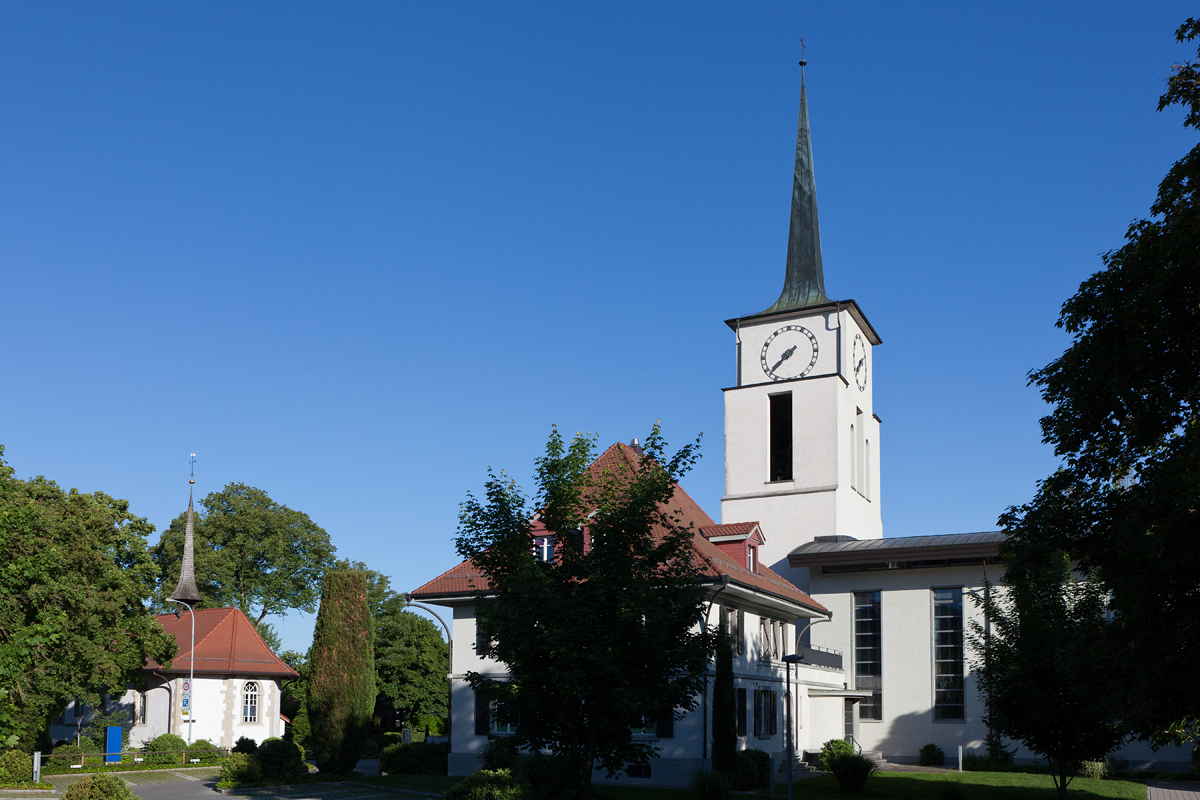
Alte Kirche und Reformierte Kirche
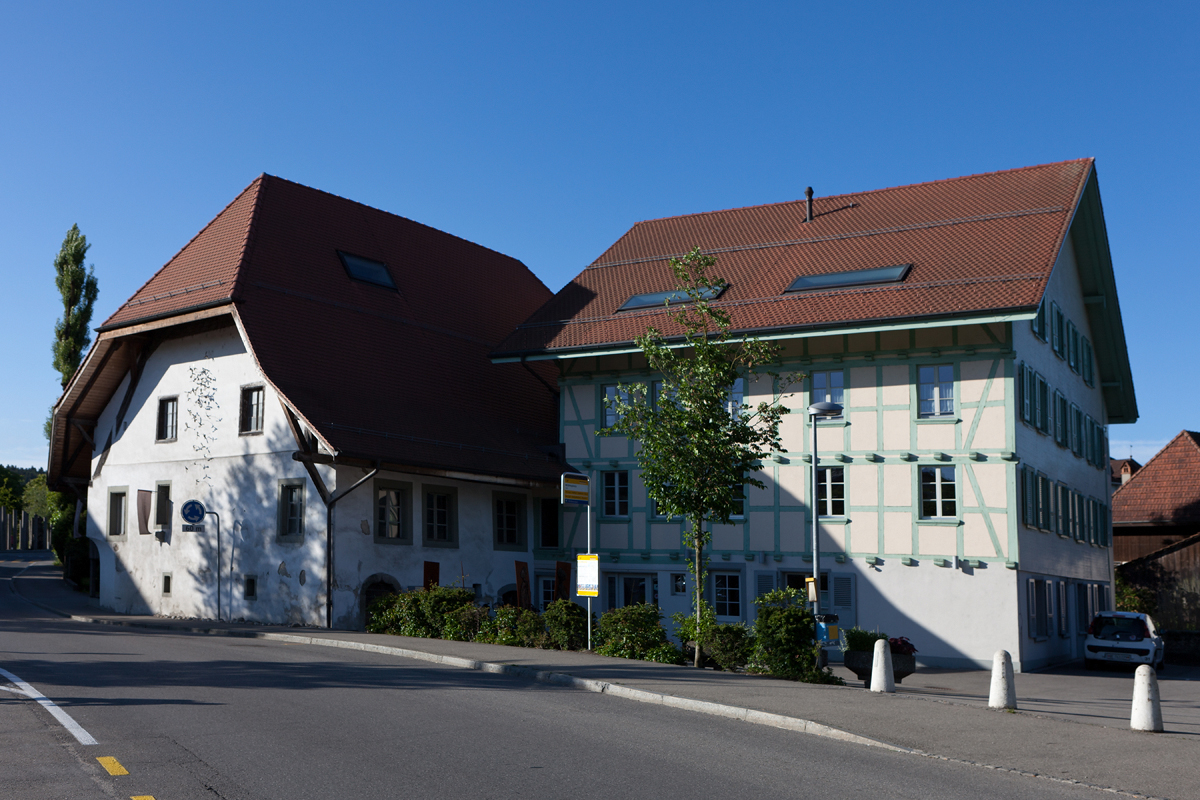
Alte Mühle
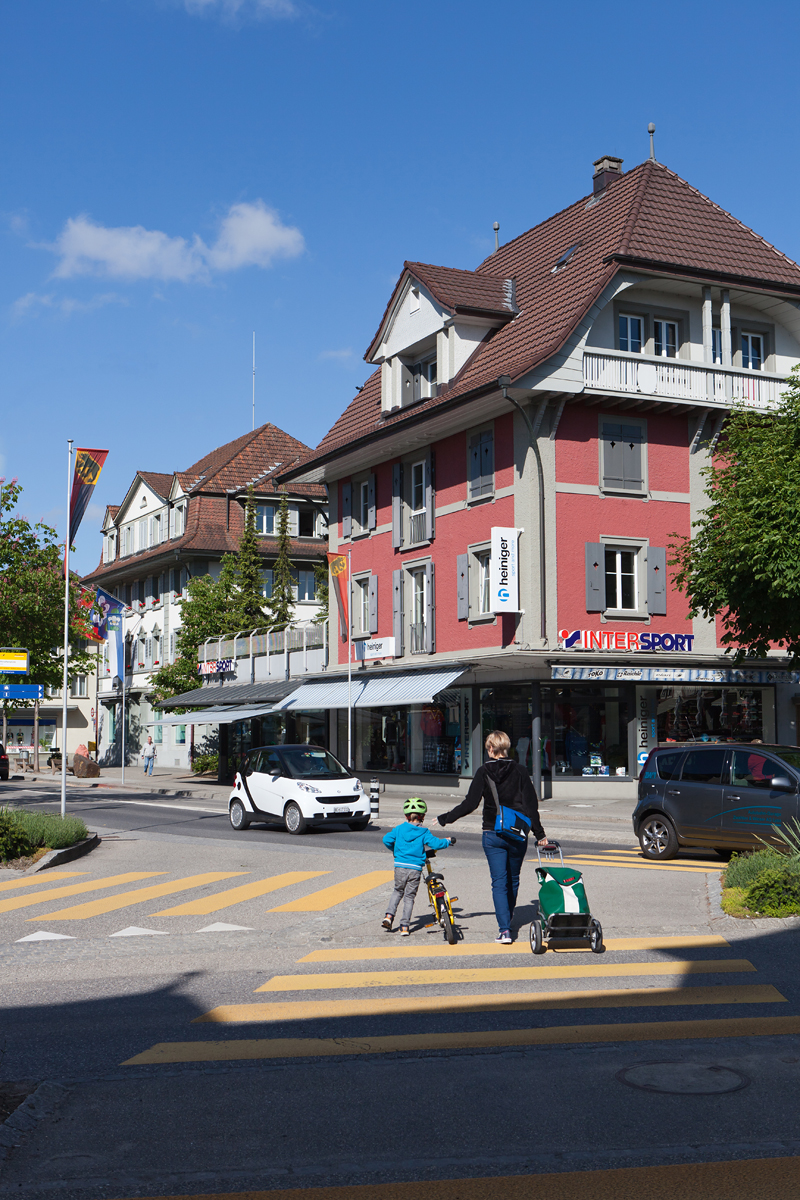
Marktplatz
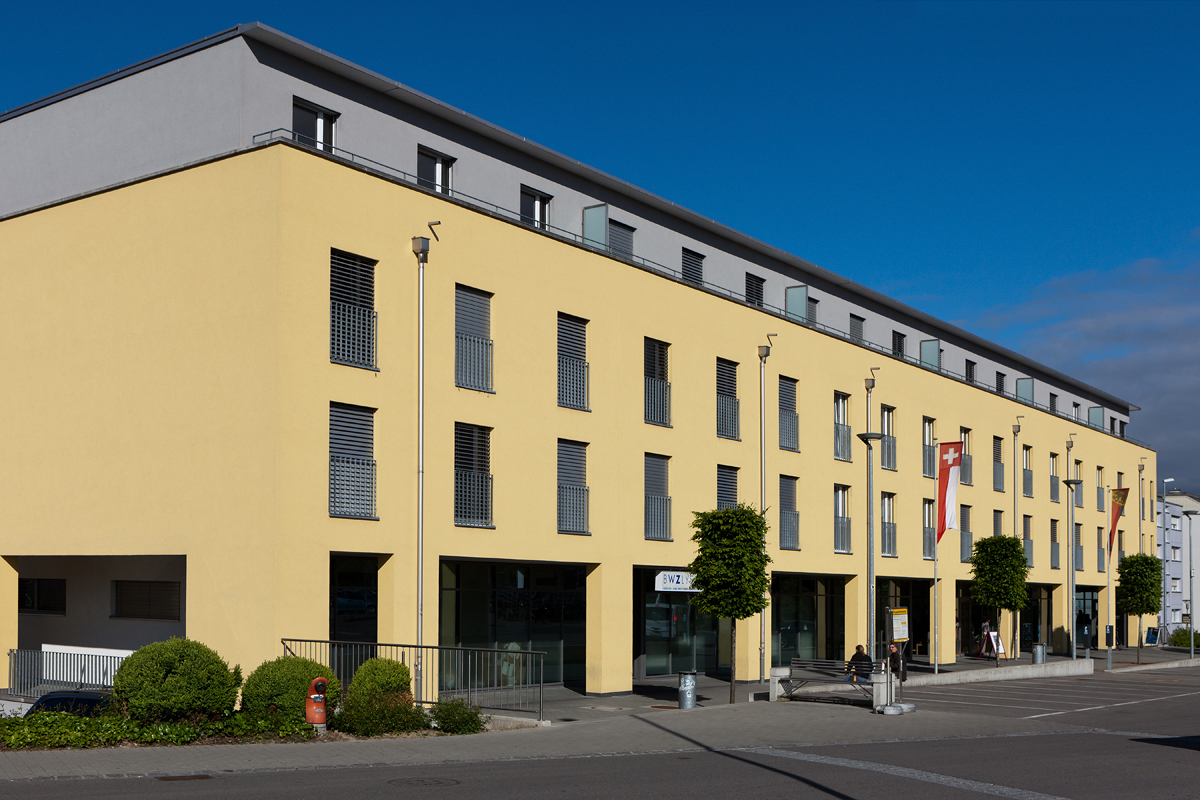
Berufs- und Weiterbildungszentrum
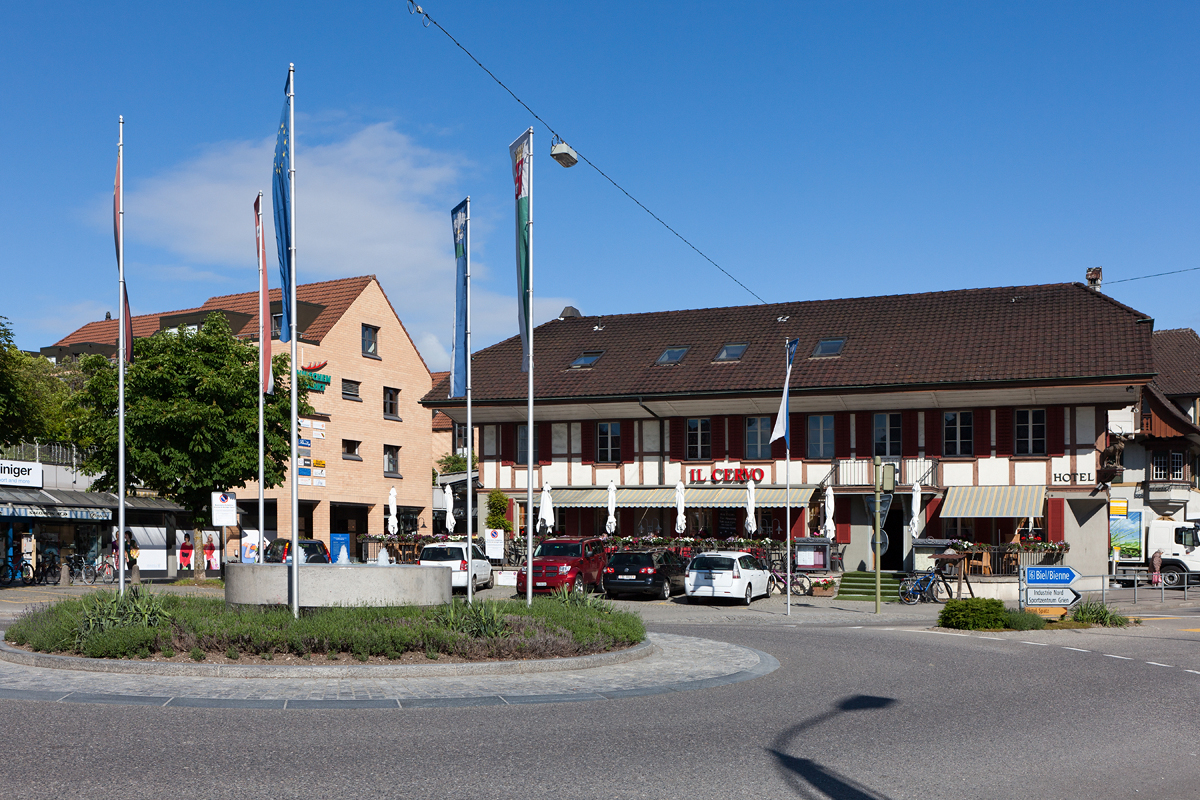
Hirschenplatz
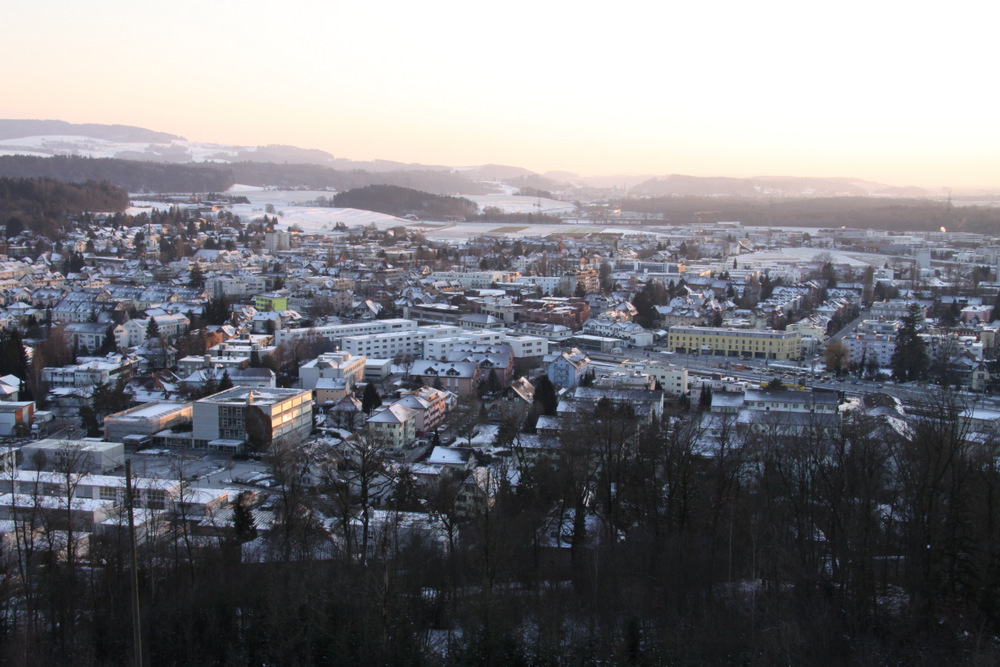
Lyss im Winter vom Aussichtsturm her gesehen

## Persönlichkeiten
- Gottfried Bangerter (1847–1923), Unternehmer
- Werner Zimmermann (1893–1982), Schriftsteller, Lebensreformer und Anhänger der Freiwirtschaftslehre
- Josef Imbach (1894–1964), Sprinter
- Margrit von Dach (* 1946), Schriftstellerin und Übersetzerin
- Margrit Junker Burkhard (* 1957), Gemeinderätin und Grossrätin (SP)
- Frank Bangerter (* 1963), Bischof der Christkatholischen Kirche der Schweiz (seit 2024)
- Werner Eugster (1964–2022), Geograph
- Serge Meyer (* 1976), Eishockeyspieler
- Stefan Bütikofer (* 1978), Gemeinderat und Grossrat (SP)
- Christian Stucki (* 1985), Schwingerkönig des Eidgenössischen Schwingfestes 2019

### Ehrenbürger
- Ernst Siegfried, ehemaliger Gemeindepräsident
- Max Gribi, ehemaliger Gemeindepräsident
- Kurt Wüthrich, Nobelpreisträger
- Fritz Bösch, Unternehmer